# Madeline Manning
Madeline Manning-Jackson  (Cleveland (Ohio), 11 januari 1948) is een voormalige Amerikaans atlete, die zich toelegde op de middellangeafstand. Op de 800 m veroverde zij in 1968 de olympisch gouden medaille.

## Biografie
Tijdens de Pan-Amerikaanse Spelen 1967 won Manning de gouden medaille op de 800 m. Op hoogte in Mexico-stad werd Manning op die afstand olympisch kampioene. Tijdens de Spelen van München werd zij uitgeschakeld in de halve finale, op de 4 x 400 m estafette won zij samen met haar ploeggenoten de zilveren medaille.

## Titels
- Olympisch kampioene 800 m - 1968
- Pan-Amerikaans kampioen 800 m - 1967

## Persoonlijke records
| Onderdeel | Prestatie | Datum | Plaats |
| --------- | --------- | ----- | ------ |
| 400 m     | 52,2 s    | 1972  |        |
| 800 m     | 1.57,90 s | 1976  |        |
| 1500 m    | 4.14,04   | 1960  |        |

## Palmares

### 800 m
- 1967:  P-AS - 2.02,35
- 1968:  OS - 2.00,9 (OR)
- 1972: HF OS - 2.02,39
- 1976: HF OS - 2.07,32

### 4 x 400 m
- 1972:  OS - 3.25,15

1928: Lina Radke ·
1960: Ljoedmila Sjevtsova ·
1964: Ann Packer ·
1968: Madeline Manning ·
1972: Hildegard Falck ·
1976: Tatjana Kazankina ·
1980: Nadezjda Olizarenko ·
1984: Doina Melinte ·
1988: Sigrun Wodars ·
1992: Ellen van Langen ·
1996: Svetlana Masterkova ·
2000: Maria Mutola ·
2004: Kelly Holmes ·
2008: Pamela Jelimo ·
2012: Caster Semenya ·
2016: Caster Semenya ·
2020: Athing Mu ·
2024: Keely Hodgkinson